# Crisis luxemburguesa
La Crisis luxemburguesa fue un conflicto diplomático surgido de la oposición de las cancillerías europeas, en especial el Reino de Prusia, a la compra por parte de Napoleón III del Gran Ducado de Luxemburgo. Esta situación casi llevó a la guerra entre ambos estados y pese a que se solucionó pacíficamente con el Tratado de Londres (1867) fue una de las causas del posterior enfrentamiento entre Francia y Prusia en la guerra franco-prusiana de 1870.

## El Gran Ducado de Luxemburgo bajo soberanía holandesa

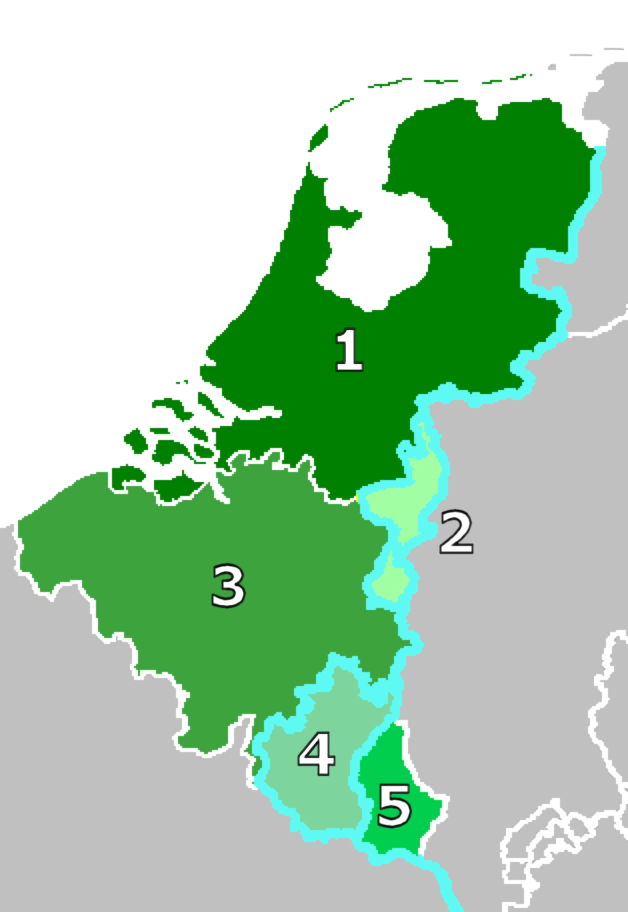
El Reino de los Países Bajos(1+2+5) desde 1839; Bélgica(3)y la provincia de Luxemburgo(4) en 1839, Luxemburgo(5) Limburgo(2).

La Ciudad de Luxemburgo contaba algunas de las fortificaciones más impresionantes del mundo, diseñadas por el mariscal Vauban, por lo que fue conocida luego como el "Gibraltar del Norte". Según recogía el artículo 67 del Congreso de Viena de 1815, el Gran Ducado de Luxemburgo pasaba a formar parte de la unión personal con el Reino de los Países Bajos como compensación por la transferencia al Reino de Prusia de Nassau-Dillenburg, Siegen, Hadamar y Dietz. Así mismo Luxemburgo sería miembro de la Confederación Alemana con una guarnición prusiana en su territorio. La revolución belga provocó la división de Luxemburgo, y amenazó el control holandés del resto del territorio. Ante este hecho, Guillermo II permitió la entrada de Luxemburgo en la unión aduanera alemana, la Zollverein, en 1842 para ahuyentar las influencias culturales y económicas francesa y belga en Luxemburgo.
Bajo el tratado, la unión entre los Países Bajos y Luxemburgo debería haber sido una mera unión personal, sin embargo, Guillermo I administraba Luxemburgo como una de las provincias de su reino. A partir de 1848, Luxemburgo tuvo su propio parlamento y un gobierno autónomo, y la ciudad de Luxemburgo se convirtió en una fortaleza alemana.

## La Guerra de las Siete Semanas

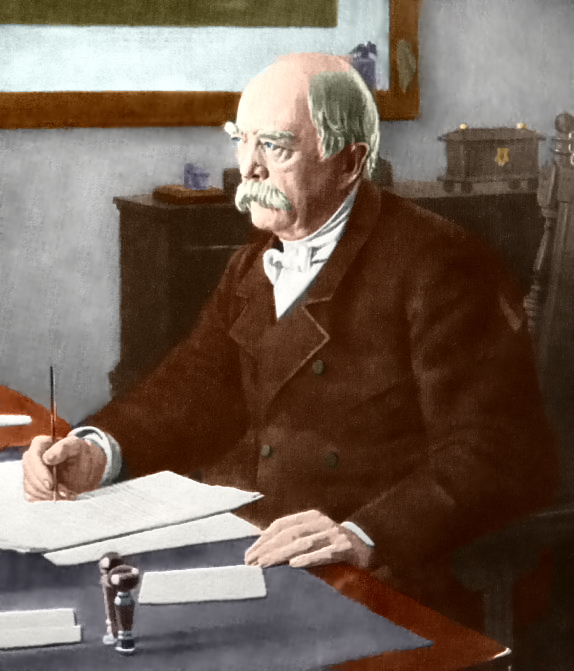
Otto von Bismarck Ministro de Prusia (1862-1873) y canciller del Imperio (1871-1890)

La victoria prusiana en la Segunda Guerra de Schleswig de 1864 había elevado el sentimiento nacionalista en los territorios alemanes, y cada vez estaba más claro que Prusia desafiaría la posición del Imperio austriaco en la Confederación Germánica. El apoyo del Segundo Imperio Francés podía declinar la balanza hacia alguno de los dos estados, sin embargo Napoleón III decidió declararse neutral ya que esperaba una victoria austriaca (como la mayoría de Europa) y no deseaba apoyar a Austria para no enemistarse con el Reino de Italia. 
Prusia aprovechó esta neutralidad y el 4 de octubre de 1865 se reunieron en Biarritz, Otto von Bismarck, ministro-presidente de Prusia y Napoleón III para certificar la neutralidad francesa ante una posible guerra con Austria. Por su parte Napoleón III esperaba obtener a cambio territorios en la zona del río Rin, Bismarck no estaba dispuesto a ceder terreno en la Renania pero a cambio prometió verbalmente apoyar una hegemonía francesa sobre Bélgica y Luxemburgo.
Cuando Austria y Prusia fueron a la guerra en 1866, el resultado fue un shock para Europa. Prusia derrotó a Austria y Baviera en la decisiva batalla de Sadowa, lo que obligó a Austria a negociar. Napoleón III se ofreció a mediar y el resultado fue la Paz de Praga donde se disolvió la Confederación Germánica en favor de la Confederación Alemana del Norte.

## La oferta francesa
Suponiendo que Bismarck honraría su parte del acuerdo, el gobierno francés ofreció a Guillermo III de los Países Bajos 5.000.000 florines para comprar el Gran Ducado de Luxemburgo. El rey holandés atravesaba por graves problemas financieros y aceptó la oferta el 23 de marzo de 1867, pero los franceses se encontraron con la oposición de Bismarck a dicha acción.
Prusia contaba con el apoyo de los estados asociados en la Confederación Alemana del Norte, así mismo había concertado un acuerdo con los estados de sur (Reino de Baviera, Reino de Wurtemberg, Gran Ducado de Baden y Gran Ducado de Hesse) el 10 de octubre. El hecho alentó a la prensa nacionalista contra la operación de compra y  Bismarck amenazó a Francia con la guerra si se llevaba a cabo la compra.

## La tensión franco-alemana
Para evitar una guerra que podría arrastrar al resto de Europa, los ministros de otros países se apresuraron a ofrecer propuestas de compromiso. El Ministro de Asuntos Exteriores de Austria, el conde Beust, propuso la transferencia de Luxemburgo al reino de Bélgica a cambio de que Francia fuera compensada con tierras belgas. Sin embargo, el rey belga Leopoldo II se negó a desprenderse de ninguna de sus tierras. 
Con la opinión pública alemana enaltecida, Napoleón III trató de dar marcha atrás, no quería  dar la impresión de ser excesivamente expansionista a las demás grandes potencias. No obstante no quería parecer débil ante Prusia por lo que exigió que ésta retirara sus soldados de la ciudad de Luxemburgo, amenazando con la guerra en caso de que Prusia no cumpliera. Para evitar el conflicto, el emperador ruso Alejandro II convocó a una conferencia internacional que se celebraría en Londres. El Reino Unido recibió con agrado la idea de acoger las conversaciones ya que el Gobierno británico temía que la absorción de Luxemburgo, por alguna potencia, debilitaría a Bélgica, su aliado estratégico en el continente y cuya independencia garantizaba desde el Tratado de Londres (1839).

## Conferencia de Londres
A la negociación del tratado fueron invitadas todas las Grandes Potencias de Europa. Como estaba claro que ni Francia ni la Confederación Germánica aceptarían la incorporación de Luxemburgo por alguna de ellas dos, las negociaciones se centraron en la neutralidad de Luxemburgo y la reafirmación de su unión personal con el rey de los Países Bajos. El resultado fue una victoria diplomática y moral de Bismarck sobre Francia, pese a que tuvo que evacuar la guarnición de la ciudad el Gran Ducado de Luxemburgo siguió adherido a la Zollverein.